# 검정말
검정말(학명: Hydrilla verticillata)은 자라풀과의 여러해살이풀이다. 검정말속의 유일종이다.

분포지역:
아시아, 아프리카, 마다가스카르, 오스트레일리아 등 온대에서 열대에 분포한다.
특징에 대해 알려드리겠습니다. 줄기는 가늘고 원기둥 모양으로 뭉쳐나고 수염뿌리를 내린다. 높이는 30-60cm로 약간 가지를 치고 많은 마디가 있다. 잎은 3-8개씩 돌려나고 마주나는 것도 있으며 선형이다. 잎 길이는 1-2cm, 너비 1.5-2mm로 잔 톱니가 있으며 끝이 가시처럼 뾰족하다. 꽃은 9월에 담자색으로 피는데 단성화이고, 암꽃은 잎겨드랑이에 1개씩 달리며 처음에는 포 안에 들어 있으나 씨방이 자라면서 밖으로 나와 물 위에서 핀다. 꽃받침잎·꽃잎·헛수술이 각각 3개씩이고 2개씩 갈라진 3개의 암술머리가 있으며 씨방은 하위로 1실이다. 수꽃도 잎겨드랑이에 달리는데 꽃대가 짧으며 둥근 포 안에 들어 있다가 성숙하면 포가 옆으로 갈라져서 수꽃이 떨어져 나온다. 줄기에는 긴 털이 빽빽하다. 열매는 선형이고 종자는 1-3개씩 들어 있으며 양 끝이 좁고 짧은 원기둥 모양이다.